# شیخ‌ها (درگز)
شیخ ها (درگز)، روستایی از توابع بخش نوخندان شهرستان درگز در استان خراسان رضوی ایران است.

## جمعیت
این روستا در دهستان درونگر قرار دارد و براساس سرشماری مرکز آمار ایران در سال ۱۳۸۵، جمعیت آن ۱۷۰ نفر (۴۸خانوار) بوده‌است.

## طبیعت
روستای شیخ ها از طبیعت بکری برخوردار است. باغ های گیلاس و انگور معرف این روستای زیبا هستند.